# Sainte-Geneviève-des-Bois, Loiret

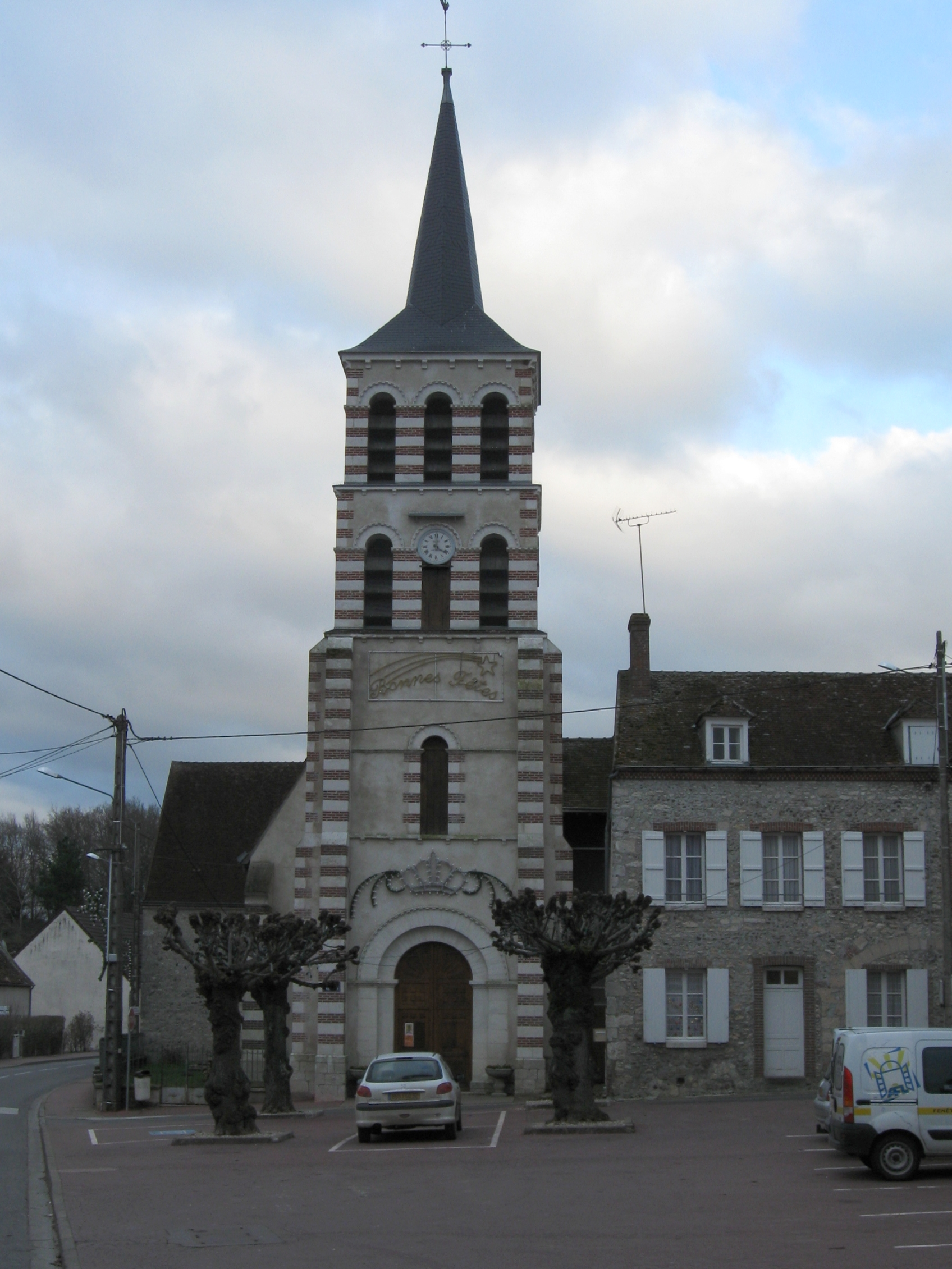
The church.

Sainte-Geneviève-des-Bois là một xã của tỉnh Loiret, thuộc vùng Centre-Val de Loire, miền trung nước Pháp.